# أوكتوريتاس
الأوكتوريتاس (باللاتينية: Auctoritas) هي كلمة لاتينية تُعَدُّ أصل المصطلح الإنكليزي authority أي السلطة، كان يستعمل هذا الاصطلاح في مناقشات تاريخ روما القديمة السياسي. انتشرت الكلمة على نطاقٍ واسع بعد نشأة علم الظواهر في القرن العشرين. أما في روما القديمة نفسها، فقد كان المصطلح يعبّر عن مستوى السُّمعة الذي يمتاز به شخصٌ ما في المجتمع الروماني، بما في ذلك نفوذه وتأثيره وقدرته على حشد التأييد لتحقيق رغباته. لم يكن مصطلح الأوكتوريتاس يُستَعمل في سياقاتٍ سياسية دوماً، إلا أنَّه كان ذا رمزية وأهمية عالية عند التحدث عن النفوذ وسلطة القيادة عند الشخصيات البطولية في روما.

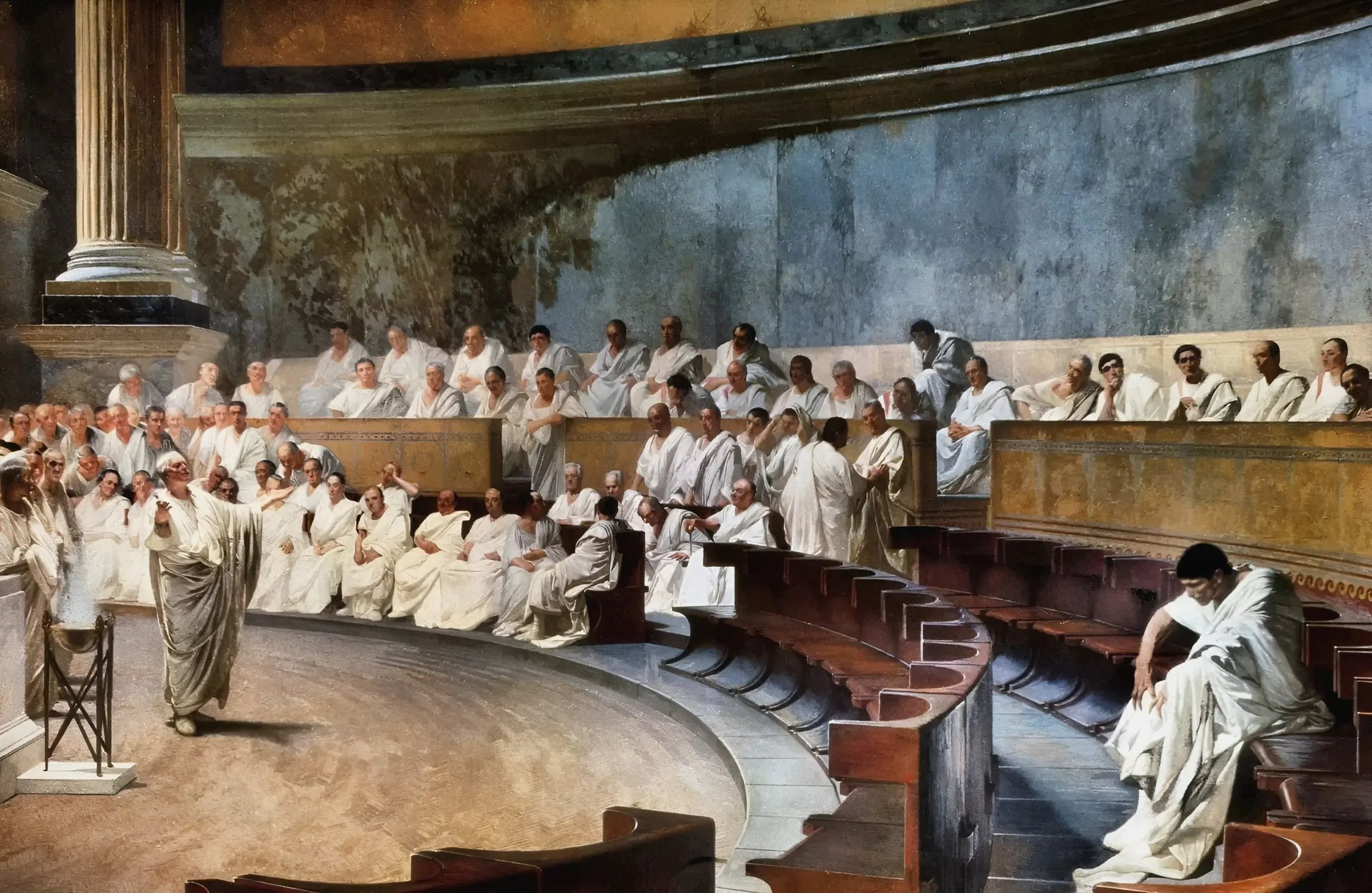
تمثيل جلسة لمجلس الشيوخ الروماني: شيشرون يهاجم كاتيلين، من لوحة جدارية تعود إلى القرن التاسع عشر

## روما القديمة
كان مصطلح الأوكتوريتاس في روما القديمة مرتبطاً سياسياً بسلطة مجلس الشيوخ الروماني. كانت هناك مصطلحات أخرى شبيهة تصف كل نوعٍ من أنواع النفوذ السياسي في روما، حيث كان لكل من هذه المصطلحات دوره في وصف السياسة الرومانية، كان المصطلحان الآخران هما الإمبريوم والبوتيستاس، وهما يختلفان بأنه يمكن للبليبس (العامة) حملهما لا الحكام فقط. في مثل هذا السياق، يمكن تعريف «الأوكتوريتاس» بأنه السلطة القضائية والقدرة على تفويض الإجراءات في المحاكم.
يصف أديب القرن التاسع عشر تيودور مومسن «قوة» الأوكتوريتاس بأنَّها «أكثر من محض نصيحة لكنها أقلُّ من أمر نهائي، فهي من جهة نصيحة لكن من جهة أخرى لا يمكن تجاهلها بسهولة». كما ويقول الكاتب الروماني شيشرون عنها: Cum potestas in populo auctoritas in senatu sit (أي: فيما أنَّ السلطة كامنة في الناس، إلا أنَّ النفوذ الفعليَّ يكمن في مجلس الشيوخ).